# Лампа Нернста

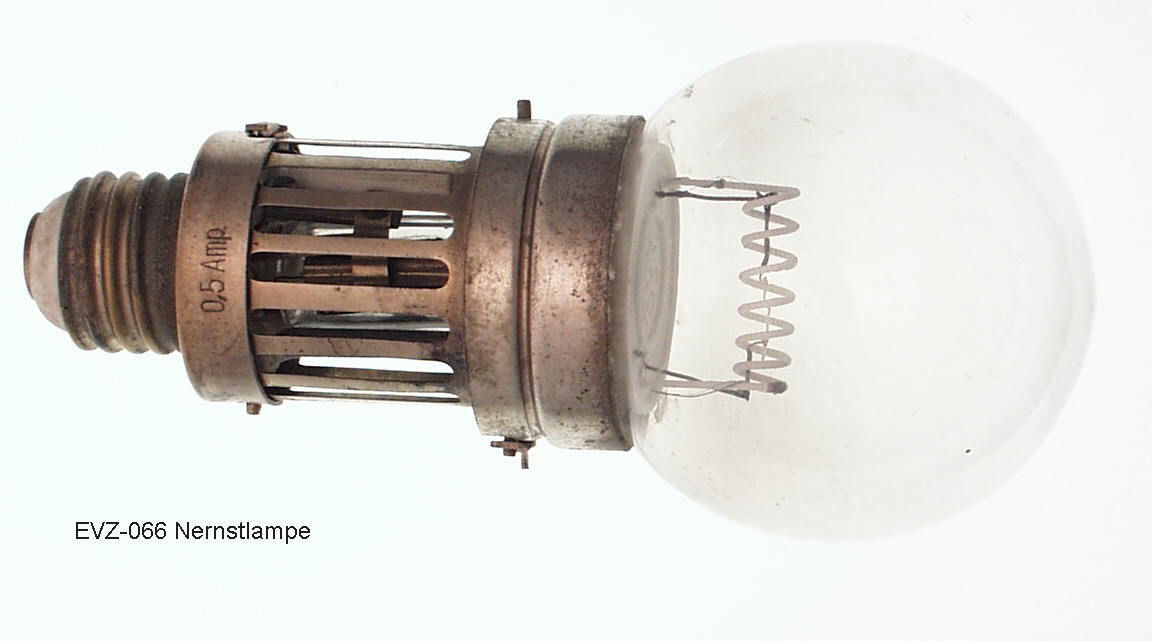
Лампа Нернста. Видна платиновая спираль предварительного подогрева. Между колбой и патроном расположен балласт, в качестве которого используется спираль в герметичной стеклянной колбе, наподобие бареттера

Лампа Нернста — разновидность лампы накаливания, изобретённая немецким физиком Вальтером Нернстом в 1897 году. В качестве тела накала в ней использовался керамический стержень. Лампа Нернста была более эффективна, чем лампа накаливания с угольной нитью и излучала свет более «холодного» спектра, однако вскоре уступила место лампам накаливания с вольфрамовой нитью.

## Устройство и принцип действия
В процессе работы стержень разогревается до 2000 °С. Керамика (диоксид циркония), используемая в лампе Нернста, в отличие от угольной нити не окислялась на воздухе, а потому не требовала вакуумированной колбы. Однако керамика не проводит ток при комнатной температуре, поэтому для её зажигания требуется предварительный подогрев — для чего тело накала оборачивалось платиновой спиралью. После зажигания лампы спираль отключалась с помощью специального реле. Используемая керамика имеет отрицательный температурный коэффициент сопротивления, поэтому для включения лампы в сеть требовался балласт.